# Thérèse af Lisieux
Skt. Thérèse af Lisieux (fransk: Sainte-Thérèse de Lisieux, også kendt som Therese af Jesusbarnet og det hellige ansigt eller Lille Therese, født Marie Françoise-Thérèse Martin den 2. januar 1873, død 30. september 1897) var en fransk karmeliternonne, der efter sin død blev helgenkåret.
Hun blev nonne 15 år gammel. På opfordring af sin priorinde i klostret skrev hun en selvbiografi, der blev publiceret lokalt. Den blev dog hurtig kendt og solgte i store oplag også uden for Frankrig. På dansk er selvbiografien udgivet på Karmels forlag under titlen Mit kald er at elske.
Lille Therese er en af de mest elskede helgener i kirkens historie[kilde mangler] og er blevet kaldt den mest populære helgen i det 20. århundrede. Hendes lille vej, - den enkle, lille vej til hellighed, som er for alle - giver håb for alle, der søger et dybere forhold til Gud, i tillid og kærlighed.
Therese følte allerede som stort barn et stærkt kald til Karmeliterordenen, og efter en ihærdig indsats blev hun optaget i karmeliterklosteret i Lisieux, da hun var 15 år. To af hendes storesøstre var på det tidspunkt i klosteret. Efter ni år i klosteret døde hun efter længere tids sygdom af tuberkulose. I 1925 blev hun helgenkåret, og i 1997 blev hun udnævnt til kirkelærer. Basilikaen i Lisieux, som blev bygget umiddelbart efter hendes helgenkåring, er det næstmest besøgte pilgrimssted i Frankrig efter Lourdes.

## Den lille vej
Thérèse nedskrev sine barndomserindringer og om sit liv i klostret. Desuden er et stort antal af hendes breve bevaret ligesom mange af hendes digte.
Hun viser en anden og mindre spektakulær vej til himlen end den, mange af kirkens andre helgener har anvist. Hendes vej kaldes ’Den lille vej’ – en vej for de små og de svage og handler om at have fuld tillid til vor himmelske far og som et barn helt at overlade sig i hans hænder. "Kærligheden er dét, der fører til himlen, ikke mine egne gerninger", skrev hun.
Den lille vej er et kærlighedsfuldt ’ja’ til at overgive sig Guds vilje i alle hverdagens gerninger, og at bruge enhver anledning til at udføre gode gerninger og, når man mislykkedes, ikke at tabe modet, men erkende sin fejltagelse og forsøge igen.
Det var gennem den personlige relation til Gud, at Thérèses liv og skrifter revolutionerede Kirken. Hun vidste, at hun selv var kaldet til hellighed, men hun fremhævede samtidig, at hendes vej var en ”almindelig” vej, en vej for alle syndere, der vil elske Kristus.

## Salig- og helgenkåring
Thérèse sagde inden sin død, at hendes mission var at lære sin lille vej til andre og det var denne lære, som dannede grundlaget for hendes helgenkåring i 1925. Men allerede i 1907 kaldte pave Pius X hende for ”vor tids største helgen”.
Da man i marts 1923 åbnede hendes grav som led i forberedelsen af hendes saligkåring, hævdede alle de tilstedeværende at kunne fornemme en stærk duft af roser.[kilde mangler] Hendes kiste blev herefter transporteret fra kirkegården til klosterkirken. Mere end 50.000 pilgrimme var kommet til Lisieux for at deltage i ceremonien. I løbet af dagen skete der flere mirakler, bl.a. fik en blind pige synet igen.
Lille Thérèse blev saligkåret af pave Pius XI den 29. april 1923. Blot to år efter – hvilket er et usædvanligt kort tidsrum – blev hun helgenkåret. Over 60.000 troende, 34 kardinaler og 250 biskopper deltog i helgenkåringsmessen i Peterskirken den 27. maj 1925, og på Peterspladsen var forsamlet mere end en halv million mennesker.
I 1944 udråbte pave Pius XII Thérèse til Frankrigs anden værnehelgen sammen med Jeanne d’Arc.

## Kirkelærer
Lille Thérèse blev udnævnt til kirkelærer i oktober 1997. Denne ærestitel gives især til teologer og andre, som anses for at være forbillede for de troende. Kravet er, at hele den kristne kirke drager nytte af deres virke. Titlen gives sjældent og kun til afdøde personer, der er saligkåret og kanoniseret.

## Relikvier i Danmark
Fra den 5. til den 12. november 2018 var Thereses relikvier i Danmark.